# Yasser Rayyan
Yasser Anwar Rayyan (arabe : ياسر أنور ريان) (né le 25 mars 1970 en République arabe unie, aujourd'hui en Égypte) est un footballeur international égyptien, qui évoluait au poste de milieu de terrain.

## Biographie

### Carrière en sélection
Avec l'équipe d'Égypte, il dispute 42 matchs (pour un but inscrit) entre 1990 et 1999. Il figure notamment dans le groupe des sélectionnés lors des CAN de 1994 et de 1998.
Il dispute également les JO de 1992, ainsi que la Coupe des confédérations de 1999.

## Palmarès

### Palmarès en club
Al Ahly
| - Championnat d'Égypte (7) : - Champion : 1993-94, 1994-95, 1995-96, 1996-97, 1997-98, 1998-99 et 1999-00. - Coupe d'Égypte (3) : - Vainqueur : 1992-93, 1995-96 et 2000-01. - Finaliste : 1996-97. - Ligue des champions (1) : - Vainqueur : 2001. - Coupe d'Afrique des vainqueurs de coupe (1) : - Vainqueur : 1993. |  | - Supercoupe de la CAF (1) : - Vainqueur : 2001. - Finaliste : 1993. - Ligue des champions arabes (1) : - Vainqueur : 1996. - Finaliste : 1997. - Coupe arabe des vainqueurs de coupe (1) : - Vainqueur : 1994. - Supercoupe arabe (2) : - Vainqueur : 1997 et 1998. |

### Palmarès en sélection
Égypte
- Coupe d'Afrique des nations (1) :
  - Vainqueur : 1998.